# Scottish Premiership 2020-21
La temporada 2020-21 (conocida como Ladbrokes Premiership por razones patrocinio) fue la 8.ª edición de la Scottish Premiership y la 124.ª edición del Campeonato escocés de fútbol, la máxima categoría del fútbol profesional en Escocia. La temporada comenzó el 1 de agosto de 2020 y finalizó el 16 de mayo de 2021.

## Formato

### Temporada regular
En la fase inicial de la temporada, los 12 equipos disputarán un torneo de todos contra todos donde cada club jugará contra los demás tres veces. Después de 33 jornadas, la liga se divide en dos secciones de seis equipos, llevándose a cabo partidos mediante el sistema de todos contra todos a una sola rueda de cinco fechas. La liga intenta equilibrar el calendario de partidos para que los equipos en la misma sección juegan entre sí dos veces de local y dos veces de visitante, pero a veces esto no es posible. Se realizan un total de 228 partidos, con 38 encuentros jugados por cada equipo. Al finalizar, el primer clasificado se corona campeón de la liga y obtiene un cupo para la Tercera ronda de la Liga de Campeones de la UEFA 2021-22, mientras que el subcampeón lo hará para la Segunda ronda de la misma. Por su parte, el tercero y el cuarto obtendrán sendos cupos para la Tercera ronda de la Liga de Conferencia Europa de la UEFA 2021-22; además se otorga un cupo para la Tercera ronda de la Liga Europea 2021-22, que será asignado al campeón de la Copa de Escocia 2020-21.

### Descenso y play-off
El equipo que termine en el último puesto de la sección por la permanencia, descenderá automáticamente a la Scottish Championship, mientras que el campeón de esta será promovido a la Scottish Premiership para la temporada 2021-22. El equipo que termine penúltimo en la tabla de descenso en la Scottish Premiership, jugará contra el ganador de los play-offs de la Scottish Championship (equipos que terminan 2°, 3° y 4° en dicha competencia) en dos partidos de play-offs, obteniendo el vencedor un lugar en la máxima categoría para la temporada 2021-22.

## Ascensos y descensos
| Pos. | Descendido de la Scottish Premiership 2019-20 |
| ---- | --------------------------------------------- |
| 12º  | Heart of Midlothian                           |

| Pos. | Ascendido de la Scottish Championship 2019-20 |
| ---- | --------------------------------------------- |
| 1º   | Dundee United                                 |

## Equipos participantes
| Equipo              | Ciudad     | Estadio             | Capacidad |
| ------------------- | ---------- | ------------------- | --------- |
| Aberdeen            | Aberdeen   | Pittodrie Stadium   | 22.220    |
| Celtic              | Glasgow    | Celtic Park         | 60.837    |
| Dundee United       | Dundee     | Tannadice Park      | 14.209    |
| Hamilton Academical | Hamilton   | New Douglas Park    | 6.500     |
| Hibernian           | Edimburgo  | Easter Road         | 20.421    |
| Kilmarnock          | Kilmarnock | Rugby Park          | 18.220    |
| Livingston          | Livingston | Tony Macaroni Arena | 8.716     |
| Motherwell          | Motherwell | Fir Park            | 13.750    |
| Rangers             | Glasgow    | Ibrox Stadium       | 50.987    |
| Ross County         | Dingwall   | Victoria Park       | 6.500     |
| St. Johnstone       | Perth      | McDiarmid Park      | 10.673    |
| St. Mirren          | Paisley    | St. Mirren Park     | 8.023     |

| Consejo           | Número | Equipo              |
| ----------------- | ------ | ------------------- |
| Glasgow           | 2      | Celtic y Rangers    |
| Aberdeen          | 1      | Aberdeen            |
| Dundee            | 1      | Dundee United       |
| South Lanarkshire | 1      | Hamilton Academical |
| Edimburgo         | 1      | Hibernian           |
| East Ayrshire     | 1      | Kilmarnock          |
| West Lothian      | 1      | Livingston          |
| North Lanarkshire | 1      | Motherwell          |
| Highland          | 1      | Ross County         |
| Perth and Kinross | 1      | St. Johnstone       |
| Renfrewshire      | 1      | St. Mirren          |

## Temporada regular

### Tabla de posiciones
| Pos. | Equipo              | Pts. | PJ | G  | E  | P  | GF | GC | Dif. | Clasificación 2020-21 |
| ---- | ------------------- | ---- | -- | -- | -- | -- | -- | -- | ---- | --------------------- |
| 1    | Rangers             | 89   | 33 | 28 | 5  | 0  | 78 | 9  | +69  | Grupo campeonato      |
| 2    | Celtic              | 69   | 33 | 20 | 9  | 4  | 66 | 24 | +42  | Grupo campeonato      |
| 3    | Hibernian           | 56   | 33 | 16 | 8  | 9  | 44 | 31 | +13  | Grupo campeonato      |
| 4    | Aberdeen            | 49   | 33 | 13 | 10 | 10 | 32 | 31 | +1   | Grupo campeonato      |
| 5    | Livingston          | 44   | 33 | 12 | 8  | 13 | 40 | 41 | −1   | Grupo campeonato      |
| 6    | St Johnstone        | 40   | 33 | 10 | 10 | 13 | 34 | 40 | −6   | Grupo campeonato      |
| 7    | St. Mirren          | 40   | 33 | 10 | 10 | 13 | 30 | 38 | −8   | Grupo Descenso        |
| 8    | Dundee United       | 39   | 33 | 9  | 12 | 12 | 28 | 43 | −15  | Grupo Descenso        |
| 9    | Motherwell          | 35   | 33 | 9  | 8  | 16 | 32 | 52 | −20  | Grupo Descenso        |
| 10   | Ross County         | 29   | 33 | 8  | 5  | 20 | 26 | 59 | −33  | Grupo Descenso        |
| 11   | Kilmarnock          | 28   | 33 | 8  | 4  | 21 | 33 | 47 | −14  | Grupo Descenso        |
| 12   | Hamilton Academical | 27   | 33 | 6  | 9  | 18 | 31 | 60 | −29  | Grupo Descenso        |

Actualizado a los partidos jugados el 21 de marzo de 2021.
 Fuente: SPFL, BBC, Soccerway

### Resultados
| Local \ Visitante   | ABE | CEL | DUN | HAM | HIB | KIL | LIV | MOT | RAN | ROS | STJ | STM |
| ------------------- | --- | --- | --- | --- | --- | --- | --- | --- | --- | --- | --- | --- |
| Aberdeen            | —   | 3–3 | 0–0 | 4–2 | 2–0 | 1–0 | 2–1 | 0–3 | 0–1 | 2–0 | 2–1 | 2–1 |
| Celtic              | 1–0 | —   | 3–0 | 5–1 | 3–0 | 2–0 | 3–2 | 3–0 | 0–2 | 2–0 | 1–1 | 1–2 |
| Dundee United       | 0–0 | 0–1 | —   | 2–1 | 0–1 | 2–0 | 1–2 | 1–1 | 1–2 | 2–1 | 1–1 | 2–1 |
| Hamilton Academical | 1–1 | 0–3 | 1–1 | —   | 0–4 | 1–0 | 0–2 | 3–0 | 0–2 | 0–1 | 3–5 | 0–1 |
| Hibernian           | 0–1 | 2–2 | 1–1 | 3–2 | —   | 2–1 | 0–3 | 0–0 | 2–2 | 0–2 | 2–2 | 1–0 |
| Kilmarnock          | 0–2 | 1–1 | 4–0 | 2–1 | 0–1 | —   | 1–2 | 0–1 | 0–1 | 3–1 | 1–2 | 1–1 |
| Livingston          | 0–0 | 2–2 | 2–0 | 1–2 | 1–4 | 1–3 | —   | 0–2 | 0–0 | 1–0 | 2–0 | 0–1 |
| Motherwell          | 0–0 | 1–4 | 0–1 | 0–1 | 0–3 | 0–2 | 2–2 | —   | 1–5 | 4–0 | 1–0 | 0–1 |
| Rangers             | 4–0 | 1–0 | 4–0 | 8–0 | 1–0 | 2–0 | 2–0 | 3–1 | —   | 2–0 | 3–0 | 3–0 |
| Ross County         | 0–3 | 0–5 | 1–2 | 0–2 | 0–0 | 2–2 | 1–1 | 1–0 | 0–4 | —   | 1–1 | 0–2 |
| St Johnstone        | 0–1 | 0–2 | 0–0 | 0–0 | 0–1 | 1–0 | 1–2 | 1–1 | 0–3 | 0–1 | —   | 1–0 |
| St. Mirren          | 1–1 | 1–2 | 0–0 | 1–1 | 0–3 | 0–1 | 1–0 | 0–0 | 0–2 | 1–1 | 3–2 | —   |

| Local \ Visitante   | ABE | CEL | DUN | HAM | HIB | KIL | LIV | MOT | RAN | ROS | STJ | STM |
| ------------------- | --- | --- | --- | --- | --- | --- | --- | --- | --- | --- | --- | --- |
| Aberdeen            | —   | –   | –   | 0–0 | –   | 1–0 | 0–2 | 2–0 | 1–2 | –   | –   | 0–0 |
| Celtic              | 1–0 | —   | –   | 2–0 | 1–1 | –   | 0–0 | 2–1 | 1–1 | –   | –   | –   |
| Dundee United       | 1–0 | 0–0 | —   | –   | 0–2 | –   | 3–0 | –   | –   | –   | 2–2 | 1–5 |
| Hamilton Academical | –   | –   | 0–0 | —   | –   | –   | –   | –   | 1–1 | 1–2 | 1–1 | 1–1 |
| Hibernian           | 2–0 | –   | –   | 2–0 | —   | 2–0 | –   | 0–2 | 0–1 | –   | –   | –   |
| Kilmarnock          | –   | 0–4 | 1–1 | 2–0 | –   | —   | –   | 4–1 | –   | –   | 2–3 | –   |
| Livingston          | –   | –   | –   | 2–1 | 1–1 | 2–0 | —   | –   | 0–1 | 3–1 | 1–2 | –   |
| Motherwell          | –   | –   | 2–1 | 1–4 | –   | –   | 3–1 | —   | 1–1 | –   | 0–3 | –   |
| Rangers             | –   | –   | 4–0 | –   | –   | 1–0 | –   | –   | —   | 5–0 | 1–0 | 3–0 |
| Ross County         | 4–1 | 1–0 | 0–2 | –   | 1–2 | 3–2 | –   | 1–2 | –   | —   | –   | –   |
| St Johnstone        | 0–0 | 1–2 | –   | –   | 1–0 | –   | –   | –   | –   | 1–0 | —   | 1–0 |
| St. Mirren          | –   | 0–4 | –   | –   | 1–2 | 2–0 | 1–1 | 1–1 | –   | 1–0 | –   | —   |

## Ronda por el campeonato

### Clasificación
| Pos. | Equipo       | Pts. | PJ | G  | E  | P  | GF | GC | Dif. | Clasificación 2021–22                       |
| ---- | ------------ | ---- | -- | -- | -- | -- | -- | -- | ---- | ------------------------------------------- |
| 1    | Rangers (C)  | 102  | 38 | 32 | 6  | 0  | 92 | 13 | +79  | Tercera ronda de la Liga de Campeones       |
| 2    | Celtic       | 77   | 38 | 22 | 11 | 5  | 78 | 29 | +49  | Segunda ronda de la Liga de Campeones       |
| 3    | Hibernian    | 63   | 38 | 18 | 9  | 11 | 48 | 35 | +13  | Segunda ronda de la Liga Europa Conferencia |
| 4    | Aberdeen     | 56   | 38 | 15 | 11 | 12 | 36 | 38 | −2   | Segunda ronda de la Liga Europa Conferencia |
| 5    | St Johnstone | 45   | 38 | 11 | 12 | 15 | 36 | 46 | −10  |                                             |
| 6    | Livingston   | 45   | 38 | 12 | 9  | 17 | 42 | 54 | −12  |                                             |

Actualizado a los partidos jugados el 15 de mayo de 2021.
 Fuente: SPFL, Soccerway

### Resultados
| Local \ Visitante | ABE | CEL | HIB | LIV | RAN | STJ |
| ----------------- | --- | --- | --- | --- | --- | --- |
| Aberdeen          | —   | 1–1 | 0–1 | —   | —   | —   |
| Celtic            | —   | —   | —   | 6–0 | —   | 4–0 |
| Hibernian         | —   | 0–0 | —   | 2–1 | —   | 0–1 |
| Livingston        | 1–2 | —   | —   | —   | 0–3 | —   |
| Rangers           | 4–0 | 4–1 | 2–1 | —   | —   | —   |
| St Johnstone      | 0–1 | —   | —   | 0–0 | 1–1 | —   |

## Ronda por el descenso

### Clasificación
| Pos. | Equipo                  | Pts. | PJ | G  | E  | P  | GF | GC | Dif. | Clasificación 2021–22               |
| ---- | ----------------------- | ---- | -- | -- | -- | -- | -- | -- | ---- | ----------------------------------- |
| 1    | St. Mirren              | 45   | 38 | 11 | 12 | 15 | 37 | 45 | −8   |                                     |
| 2    | Motherwell              | 45   | 38 | 12 | 9  | 17 | 39 | 55 | −16  |                                     |
| 3    | Dundee United           | 44   | 38 | 10 | 14 | 14 | 32 | 50 | −18  |                                     |
| 4    | Ross County             | 39   | 38 | 11 | 6  | 21 | 35 | 66 | −31  |                                     |
| 5    | Kilmarnock (D)          | 36   | 38 | 10 | 6  | 22 | 43 | 54 | −11  | Promoción por la permanencia        |
| 6    | Hamilton Academical (D) | 30   | 38 | 7  | 9  | 22 | 34 | 67 | −33  | Descenso a la Scottish Championship |

Actualizado a los partidos jugados el 16 de mayo de 2021.
 Fuente: SPFL, Soccerway

### Resultados
| Local \ Visitante   | DUN | HAM | KIL | MOT | ROS | STM |
| ------------------- | --- | --- | --- | --- | --- | --- |
| Dundee United       | —   | —   | —   | 2–2 | 0–2 | —   |
| Hamilton Academical | 0–1 | —   | 0–2 | 0–1 | —   | —   |
| Kilmarnock          | 3–0 | —   | —   | —   | 2–2 | 3–3 |
| Motherwell          | —   | —   | 2–0 | —   | 1–2 | 1–0 |
| Ross County         | —   | 2–1 | —   | —   | —   | 1–3 |
| St. Mirren          | 0–0 | 1–2 | —   | —   | —   | —   |

## Promoción por la permanencia
| 20 de mayo de 2021, 20:15 | Dundee                 | 2:1 (1:0) | Kilmarnock      | Dens Park, Dundee                                    |                                                      |
|                           | - McGhee 6' - Adam 47' | Reporte   | - 77' Haunstrup | Asistencia: 500 espectadores Árbitro(s): John Beaton | Asistencia: 500 espectadores Árbitro(s): John Beaton |

| 24 de mayo de 2021, 19:45 | Kilmarnock     | 1:2 (0:2) (Global 2:4) | Dundee                     | Rugby Park, Kilmarnock                                |                                                       |
|                           | - Lafferty 69' | Reporte                | - 7' Mullen - 12' Ashcroft | Asistencia: 500 espectadores Árbitro(s): Bobby Madden | Asistencia: 500 espectadores Árbitro(s): Bobby Madden |

## Estadísticas
| Pos. | Jugador | Club | Goles |
| ---- | ------- | ---- | ----- |